# Arianna Caruso
Arianna Caruso (ur. 6 listopada 1999 w Rzymie) – włoska piłkarka, grająca na pozycji napastnika lub pomocnika.

## Kariera piłkarska

### Kariera klubowa
Wychowanka Totti Soccer School. W 2015 rozpoczęła karierę piłkarską w Res Roma. W lipcu 2017 przeniosła się do nowo utworzonego Juventusu Women.

### Kariera reprezentacyjna
9 kwietnia 2015 debiutowała w juniorskiej reprezentacji Włoch U-17 w meczu przeciwko Czech. Potem broniła barw juniorskiej reprezentacji U-19.

## Sukcesy i odznaczenia

### Sukcesy piłkarskie
Res Roma
- mistrz Campionato Primavera: 2014/15

Juventus Women
- mistrz Włoch: 2017/18